# Rio Las Vacas
Rio Las Vacas é um rio centro-americano da Guatemala na bacia do Caribe. Da seu nascimento nas montanhas que formam a periferia sudeste da Cidade da Guatemala corre em direção nordeste, para se juntar ao rio Motagua na convergência dos limites dos departamentos de Guatemala, El Progreso e Baja Verapaz.
O rio forma um dos principais esgotos de escoa da Cidade da Guatemala. É altamente contaminado, contém muito pouco vida aquática e contribui a poluição do rio Motagua e do ecossistema marinho no Golfo de Honduras.
O curso do rio é interrompido pela barragem da usina hidrelétrica Rio Las Vacas, situada a 18 km ao nordeste da Cidade da Guatemala, no município de Chinautla.